# Елоді Роґґ-Дітріх
Елоді Роґґ-Дітріх (фр. Élodie Rogge-Dietrich; нар. 3 вересня 1983) — колишня французька тенісистка.
Найвищу одиночну позицію світового рейтингу — 498 місце досягла 27 грудня 2010, парну — 618 місце — 26 липня 2010 року.
Здобула 1 одиночний титул туру ITF.
Завершила кар'єру 2011 року.

## Other finals

### Одиночний розряд
| Результат    | Дата     | Турнір                   | Місце                            | Суперниця           | Рахунок       |
| ------------ | -------- | ------------------------ | -------------------------------- | ------------------- | ------------- |
| Gold medal   | Лип 2003 | 2003 South Pacific Games | Сува (Фіджі), Фіджі              | Тагіфано Со'Онатоле | 6–4, 5–7, 6–2 |
| Gold medal   | Вер 2007 | 2007 South Pacific Games | Апіа, Самоа                      | Stéphanie Di Luccio | 6–1, 6–3      |
| Gold medal   | Вер 2011 | 2011 Pacific Games       | Нумеа, Нова Каледонія            | Anaève Pain         | 7–5, 6–2      |
| Silver medal | Жов 2009 | 2009 Pacific Mini Games  | Раротонга (острів), Острови Кука | Кайрангі Вано       | 2–6, 6–1, 5–7 |

### Парний розряд
| Результат    | Дата     | Турнір                  | Місце                   | Партнерка   | Суперниці                             | Рахунок     |
| ------------ | -------- | ----------------------- | ----------------------- | ----------- | ------------------------------------- | ----------- |
| Silver medal | Жов 2009 | 2009 Pacific Mini Games | Раротонга, Острови Кука | Meryl Pydo  | Brittany Teei Кайрангі Вано           | 4–6, 3–6    |
| Silver medal | Вер 2011 | 2011 Pacific Games      | Нумеа, Нова Каледонія   | Anaève Pain | Ебігейл Тере-Апіса Marcia Tere-Apisah | 6–7(4), 5–7 |

### Мікст
| Результат  | Дата     | Турнір                  | Місце                   | Партнерка          | Суперниці                             | Рахунок  |
| ---------- | -------- | ----------------------- | ----------------------- | ------------------ | ------------------------------------- | -------- |
| Gold medal | Жов 2009 | 2009 Pacific Mini Games | Раротонга, Острови Кука | Nickolas N’Godrela | Marvin So'Onalole Тагіфано Со'Онатоле | 6–4, 6–3 |